# CT Special Forces
CT Special Forces — компьютерная игра в жанре run and gun для Game Boy Advance и PlayStation, разработанная Light and Shadow Productions и изданная Hip Interactive.

## Отзывы критиков
| Сводный рейтинг | Сводный рейтинг |
| Агрегатор       | Оценка          |
| --------------- | --------------- |
| GameRankings    | 69,15 %         |

CT Special Forces была тепло встречена рецензентами; игра получила 71 % на портале MetaCritic и 72 % на портале GameRankings. Подавляющее большинство критиков не преминуло подметить схожесть визуального стиля игры с серией Metal Slug.
GameZone высоко оценили CT Special Forces, подметив, что маленькие детали являются достоинством игры, выделяющим её среди конкурентов. Портал GameSpot отметил, что игра весьма увлекательна, но, как и большинство подобных релизов, «заканчивается слишком быстро». IGN упрекнули издателей за большой разрыв между датами выпусков европейской и северо-американской версий, а также осудили устаревшую графику.